# Кануннаме
Кануннамето е сборник от закони в Османската империя. Кануннаметата са израз както на традиционното византийско право и римско право в Румелия и Анатолия, така и на регламентация от обичайното право от тези земи. 